# 爱德华·瓦扬
爱德华·瓦扬（法語：Édouard Vaillant；1840年1月26日—1915年12月18日），法国政治家。巴黎公社主要领导人之一，布朗基主义者。
生于法国歇尔维耶尔宗的律师家庭。1862年，毕业于中央工艺美术学校，并在索邦大学攻读法律。当过工程师和医生。在巴黎，他认识了沙尔·龙格等人。他是皮埃爾-約瑟夫·普魯東著作的读者，在结识蒲鲁东后加入了国际工人协会。1867年，参加第一国际的洛桑代表大会。1870年9月4日革命后，任国民自卫军中央委员会委员。1871年3月参加巴黎公社革命，任公社执行委员会委员和教育委员会委员，曾领导公社进行教育改革。公社失败后，流亡英国伦敦，参加第一国际活动，被选为第一国际总委员会委员。1872年海牙大会后，退出第一国际。1880年回法国，1881年6月，创建布朗基主义政党中央革命委员会。1889年，参与建立第二国际。1898年，中央革命委员会改组为革命社会党。1901年组织法国社会党。后参加法国统一社会党并成为它的领导人之一。第一次世界大战前夕，成为社会沙文主义者。